# The Adventures of Tarzan
The Adventures of Tarzan (bra As Aventuras de Tarzan) é um seriado estadunidense de 1921, gênero aventura, em 15 capítulos. Foi produzido por Louis Weiss e Great Western Producing Company, escrito por Robert F. Hill e Lillian Valentine, parcialmente baseado nos romances The Return of Tarzan e Tarzan and the Jewels of Opar, de Edgar Rice Burroughs. O seriado foi dirigido por Robert F. Hill e Scott Sidney, e apresenta Elmo Lincoln no papel de Tarzan. A estreia foi em 1 de dezembro de 1921, e veiculou nos cinemas estadunidenses até 9 de março de 1922.

## Sinopse
Tarzan resgata Jane Porter de traficantes de escravos árabes, na África. Eles vão para a cabana onde seus pais viviam antes de sua morte. Jane é capturada pela Rainha La de Opar, e levada para a “cidade escondida”, para ser sacrificada. Tarzan a resgata e eles escapam. Nikolas Rokoff, o vilão, e William Cecil Clayton, o usurpador do título de Lord Greystoke, que seria de Tarzan, descobrem que Jane tem um mapa da cidade (que contém riquezas fabulosas), tatuado em suas costas. Eles a sequestram e tentam saquear a cidade. Tarzan enfrenta vários perigos e finalmente resgata Jane, derrota os vilões e escapa das investidas amorosas da Rainha La.[carece de fontes?]

## Elenco
- Elmo Lincoln … Tarzan
- Louise Lorraine … Jane Porter
- Scott Pembroke … William Cecil Clayton, primo de Tarzan, usurpador do título de Lord Greystoke
- Frank Whitson … Nikolas Rokoff, vilão
- Lillian Worth … Rainha La of Opar
- Charles Inslee … Professor Porter, pai de Jane
- Frank Merrill ... Guarda árabe e dublê de Elmo Lincoln

## Produção

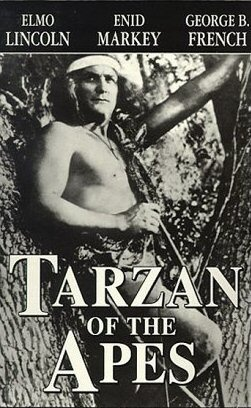
Elmo Lincoln no filme de 1918, “Tarzan of the Apes” (Tarzan dos Macacos), cujo sucesso levou o ator a interpretar Tarzan mais duas vezes, uma delas no seriado The Adventures of Tarzan.

O sucesso do seriado anterior The Son of Tarzan, de 1920, inspirou a Great Western Producing Company a procurar o criador de Tarzan, Edgar Rice Burroughs, na tentativa de produzir um novo seriado. No entanto, os direitos relativos a outro filme de Tarzan ainda estavam retidos pela Numa Pictures Corporation, dos irmãos Weiss, os produtores do filme The Revenge of Tarzan. Quando a Numa Pictures descobriu que a Great Western tinha Elmo Lincoln, o primeiro Tarzan das telas, assinou um acordo segundo o qual a Great Western produziria o filme, enquanto a Numa trataria da distribuição.
A história foi parcialmente baseada em dois romances de Tarzan, The Return of Tarzan e Tarzan and the Jewels of Opar, com a adição de algumas idéias e situações novas. As cenas no deserto foram filmadas no Arizona.
A cena de Tarzan (Elmo Lincoln) lutando e matando o leão foi real. O leão tornou-se irritado ao ter sua cauda puxada e atacou Lincoln, que foi forçado a lutar por sua vida e conseguiu matar o animal após esfaqueá-lo várias vezes. A cena foi deixada no filme.[carece de fontes?]
Este seriado marcou a volta de Elmo Lincoln no papel de Tarzan, que ele fora o primeiro a interpretar, em Tarzan of the Apes, mas essa também foi a última vez que ele fez o personagem. O seriado foi anunciado como aprovado pela censura, no entanto, a censura forçou Lincoln, anteriormente nu, a se cobrir usando uma roupa sobre o ombro para esta produção. Jane foi interpretada por Louise Lorraine, que completou 16 anos durante a produção. O prólogo do seriado foi feito pelo próprio Edgar Rice Burroughs.
Frank Merrill dublou Lincoln em grande parte do seriado. Lincoln estava segurado por $150.000, e as seguradoras não estavam felizes com ele fazendo seu próprio dublê. Sete anos mais tarde, Merrill foi escalado como o próprio personagem em Tarzan the Mighty.

## Lançamento

### Cinemas

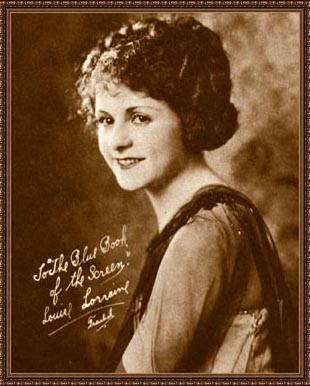
Louise Lorraine, que durante as filmagens completou dezesseis anos, interpretou Jane Porter.

Para fins de marketing do seriado The Adventures of Tarzan, a Serial Sales Corporation foi formada em Nova York. Dentro de três meses após a data de conclusão, a venda havia se esgotado na maioria dos países do mundo. Apesar de rumores circularem dizendo que o seriado não era novo, mas apenas uma repetição de imagens de filmes anteriores de Tarzan, The Adventures of Tarzan foi um filme de sucesso e uma das quatro principais atrações do ano. O filme foi reeditado e relançado com efeitos sonoros duas vezes: em 1928 e em 1935.[carece de fontes?]

### Mídia
A versão completa dos quinze capítulos foi parcialmente perdida, não sobreviveu. A versão disponível em DVD é a do lançamento de 1928, em dez capítulos.[carece de fontes?]

## Recepção crítica
The Exhibitors Herald escreveu, “Elmo Lincoln como Tarzan já é bem conhecido pelos frequentadores de cinema, para precisar de introdução. Suas lutas sanguinolentas, encenadas em cada episódio, evocarão aplausos da platéia de seriados”.
Film Fun Magazine escreveu, “Há suficientes animais selvagens introduzidos em cada episódio para manter a geração mais jovem, que tem mostrado uma predileção para a forma de filme em seriado, de forma até febril”.

## Influências
O sucesso do seriado inspiraria um show da Broadway, Tarzan of the Apes, mas a crítica atacou-o, considerando a história apta apenas para o filme e imprópria para o teatro.

## Capítulos

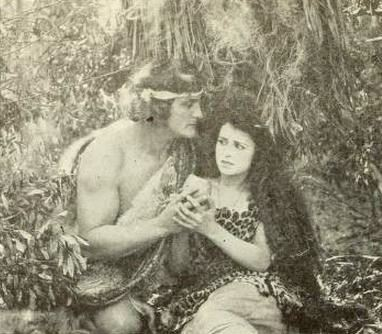
Cena do seriado.

1. Jungle Romance
2. The City of Gold
3. The Sun Death
4. Stalking Death
5. Flames of Hate
6. The Ivory Tomb
7. The Jungle Trap
8. The Tornado
9. Fangs of the Lion
10. The Simoon
11. The Hidden Foe
12. Dynamite Trail
13. The Jungle's Fury
14. Flaming Arrows
15. The Last Adventure

## Romance
Originalmente publicado como em 1921 como uma série de 15 partes publicadas em jornais e publicado como um livro (ISBN 978-1-4357-4973-3) pela ERBville Press em janeiro de 2006. O livro tornou-se disponível como uma capa dura via Lulu.com em 2008.

### Capítulos
1. Jungle Romance
2. The City of Gold
3. The Sun Death
4. Stalking Death
5. Flames of Hate
6. The Ivory Tomb
7. The Jungle Trap
8. The Tornado
9. Fangs of the Lion
10. The Simoon
11. The Slave Market
12. Dynamite Trail
13. The Jungle's Prey
14. The Flaming Arrow
15. The Last Adventure